# لیگ برتر بسکتبال زنان ایران ۱۳۸۶
لیگ برتر بسکتبال زنان ایران ۱۳۸۶ ششمین دوره‌ی لیگ برتر بسکتبال زنان ایران بود که در ۳ اسفندماه ۱۳۸۶ با قهرمانی فولاد مبارکه سپاهان و نایب‌قهرمانی آرارات تهران به پایان رسید. مراسم قرعه‌کشی لیگ برتر در ۲۱ خرداد ۱۳۸۶ برگزار شد و تیم‌ها در مرحله مقدماتی در دو گروه قرار گرفتند تا به صورت رفت و برگشتی با یکدیگر مسابقه دهند و از هر گروه دو تیم به مرحله نهایی راه یابند. مرحله نهایی نیز در یک گروه بصورت دوره‌ای و رفت و برگشت برگزار شد. در پایان تیم مهرام تهران به لیگ دسته یک سقوط کرد.

## مرحله مقدماتی
به دلیل نامشخص بودن وضعیت دو تیم نوروزیان تهران و استقلال تهران در هنگام قرعه‌کشی، تنها ۱۲ تیم در دو گروه قرعه‌کشی شدند.
گروه A: آرارات تهران، دانشگاه آزاد تهران، صدرا شیراز، حجاب قزوین، راه آهن تهران، شهرداری کرمان
گروه B: فولاد مبارکه سپاهان، شرکت نفت تهران، حجاب شیراز، رشد دانه گرگان، مهرام تهران، دماوند تهران

## مرحله نهایی
۴ تیم  هیئت بسکتبال قزوین (هفت الماس قزوین)، شرکت نفت تهران، آرارات تهران و فولاد مبارکه سپاهان از مرحله گروهی به این مرحله صعود کردند و پس از انجام بازی‌های رفت و برگشتی در این مرحله تیم فولاد مبارکه سپاهان به قهرمانی لیگ رسید.

## رده‌بندی پایانی
| رتبه | تیم                 |  |
| ---- | ------------------- |  |
| ۱    | فولاد مبارکه سپاهان |  |
| ۲    | آرارات تهران        |  |
| ۳    | شرکت نفت تهران      |  |
| ۴    | هفت الماس قزوین     |  |
| ۵    | رشد دانه گرگان      |  |
| ۶    | دانشگاه آزاد تهران  |  |
| ۷    | صدرا شیراز          |  |
| ۸    | حجاب شیراز          |  |
| ۹    | راه آهن تهران       |  |
| ۱۰   | پادیسان گنبد        |  |
| ۱۱   | دماوند تهران        |  |
| ۱۲   | شهرداری کرمان       |  |
| ۱۳   | مهرام تهران         |  |